# سکرییه (ناحیه هاولیتشکوف برود)
سکرییه (به چکی: Skryje) یک منطقهٔ مسکونی در جمهوری چک است که در ناحیه هاولیتشکوف برود واقع شده‌است. سکرییه ۴٫۱۶ کیلومتر مربع مساحت و ۱۷۹ نفر جمعیت دارد و ۲۹۸ متر بالاتر از سطح دریا واقع شده‌است.